# Acraea albomaculosa
Acraea albomaculosa är en fjärilsart som beskrevs av Le Doux 1931. Acraea albomaculosa ingår i släktet Acraea och familjen praktfjärilar. Inga underarter finns listade i Catalogue of Life.